# Milton J. Daniels
Milton John Daniels (* 18. April 1838 in Cobleskill, Schoharie County, New York; † 1. Dezember 1914 in Riverside, Kalifornien) war ein US-amerikanischer Politiker. Zwischen 1903 und 1905 vertrat er den Bundesstaat Kalifornien im US-Repräsentantenhaus.

## Werdegang
Milton Daniels besuchte die öffentlichen Schulen seiner Heimat. Noch als Junge zog er in das Bradford County in Pennsylvania, wo er mit seinem Vater in der Holzbranche arbeitete. Ab 1856 war er in Rochester (Minnesota) ansässig. Im Jahr 1859 wurde er dort stellvertretender Posthalter. Danach besuchte er im Jahr 1860 die Middlebury Academy im Wyoming County in New York. Während des Bürgerkrieges diente er in einer Einheit aus Wisconsin, die zum Heer der Union gehörte. Bei Kriegsende hatte er es bis zum Hauptmann gebracht. Nach dem Krieg stieg er in das Bankgewerbe ein. Gleichzeitig begann er als Mitglied der Republikanischen Partei eine politische Laufbahn. Zwischen 1882 und 1886 saß er als Abgeordneter im Repräsentantenhaus von Minnesota; von 1886 bis 1889 gehörte er dem Staatssenat an. Außerdem war er Vorsitzender der Kommission zur Kontrolle der staatlichen Nervenheilanstalt.
1889 zog Daniels nach Riverside in Kalifornien, wo er im Gartenbau arbeitete. Gleichzeitig setzte er auch in seiner neuen Heimat seine politische Laufbahn fort. Bei den Kongresswahlen des Jahres 1902 wurde er im damals neu eingerichteten achten Wahlbezirk von Kalifornien in das US-Repräsentantenhaus in Washington, D.C. gewählt, wo er am 4. März 1903 sein neues Mandat antrat. Da er im Jahr 1904 auf eine erneute Kandidatur verzichtete, konnte er bis zum 3. März 1905 nur eine Legislaturperiode im Kongress absolvieren. Nach dem Ende seiner Zeit im US-Repräsentantenhaus betätigte Daniels sich wieder im Gartenbau. Er starb am 1. Dezember 1914 in Riverside.